# Шток, Юрген
Юрген Шток (нем. Jürgen Stock; род. 4 октября 1959, Вецлар) — немецкий полицейский и государственный деятель. Бывший генеральный секретарь Интерпола (2014 — 2024).

## Биография
Родился 4 октября 1959 года в городе Вецлар, Германия. Он присоединился к уголовной полиции в Гессене в 1978 году и оставался на посту офицера до 1992 года. С 1992 по 1996 годы он учился в Гисенском университете, а после занялся научными исследованиями в области криминологии. В 1996 году он работал юристом, после чего вернулся в Федеральное ведомство уголовной полиции Германии, чтобы стать заместителем начальника отдела борьбы с экономической преступностью. Он стал президентом Университета прикладной полицейской науки, расположенного в Саксонии-Ангальт в 1998 году.
В 2000 году он снова вернулся в Федеральное ведомство уголовной полиции Германии, где возглавил Институт исследований и подготовки правоохранительных органов.
В 2004 году он стал вице-президентом Федерального ведомства уголовной полиции Германии. Он также является почётным профессором права и криминологии в университете г. Гисен.
С 2005 года-работал в Интерполе. Был вице-президентом по Европе в организации с 2007 по 2010 гг.
7 ноября 2014 года он был избран Генеральным секретарем Интерпола Генеральной Ассамблеей. Занимал должность ровно 10 лет, до 7 ноября 2024 года.

## Внешние ссылки
- Vita auf den Seiten von Interpol